# Tagetes tenuifolia
Espèce
Classification phylogénétique
La Tagète citron ou Tagète à feuilles ténues, « Lemon marigold » en anglais (Tagetes tenuifolia), est une espèce de plantes à fleurs de la famille des Asteraceae. Elle est originaire des pentes sèches et chaudes des vallées d'Amérique du Sud.

## Description
Plante herbacée annuelle à tiges cylindriques, simples et à feuilles composées, pennées, lancéolées et dentées.
La plante adulte peut atteindre une hauteur de 30 cm avec un étalement de 40 cm.
Les inflorescences simples de 2 à 3 cm de diamètre et de couleur jaune, orange voire rouge s'épanouissent de juin à septembre.
La floraison dégage un parfum à forte odeur de citron.

## Culture
Cette plante ne représente aucune grande difficulté de culture si ce n'est sa sensibilité à l'appétit des limaces. Une plantation en situation ensoleillée est exigée ; elle ne supporte pas l'ombre.
Elle ne survit pas à l'exposition au gel.

## Utilisation
On peut utiliser la plante entière en pot-pourri pour son odeur prononcée de citron.
Ses fleurs peuvent être aussi utilisées pour la confection de confiseries (desserts, pâtisseries, ...).
Elle était utilisée comme plante médicinale par les Mayas du Guatemala pour ses vertus curatives sur l'estomac, mais fortement déconseillée aux femmes enceintes.

## Variétés

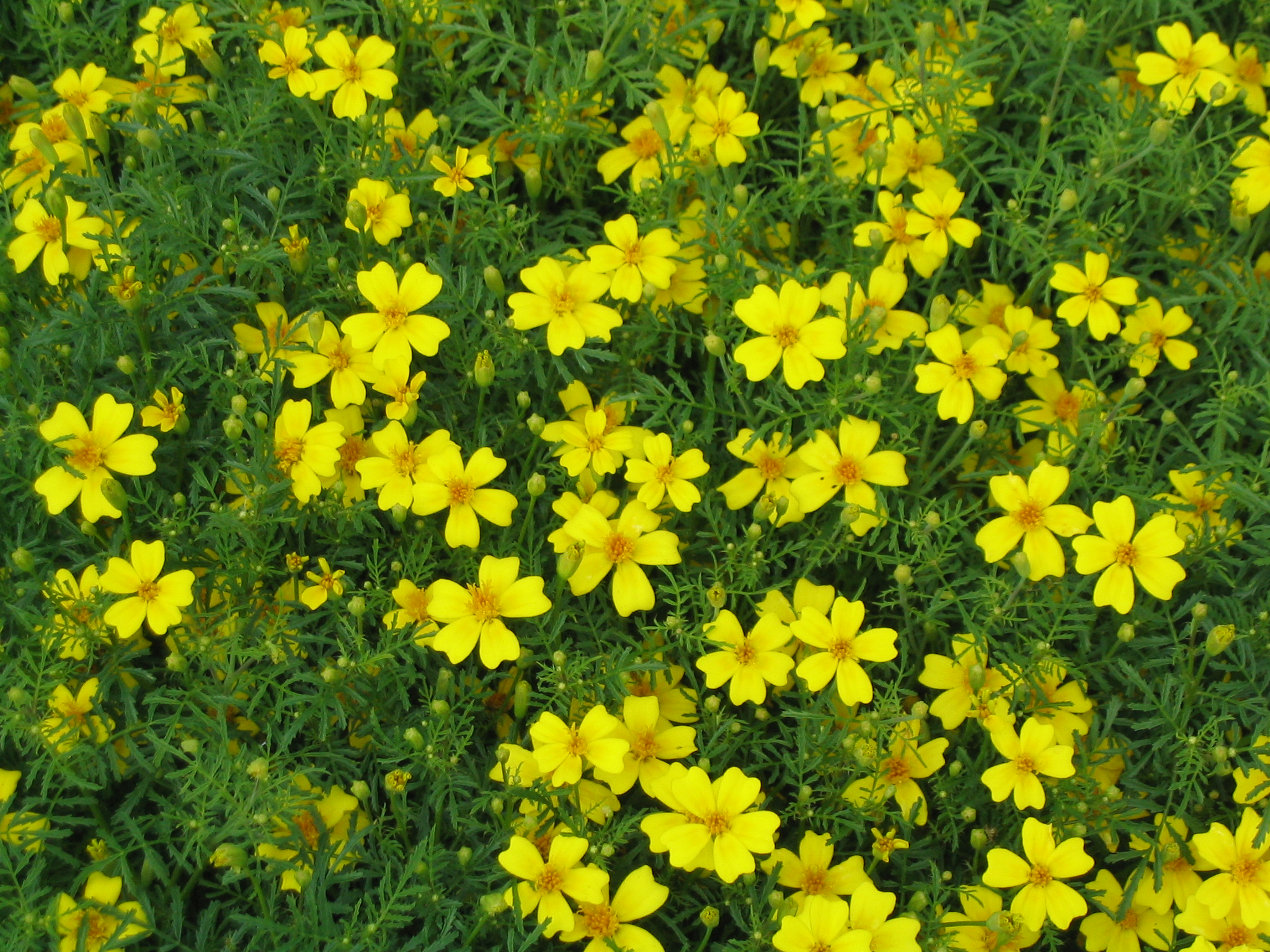
'Lemon Gem'.
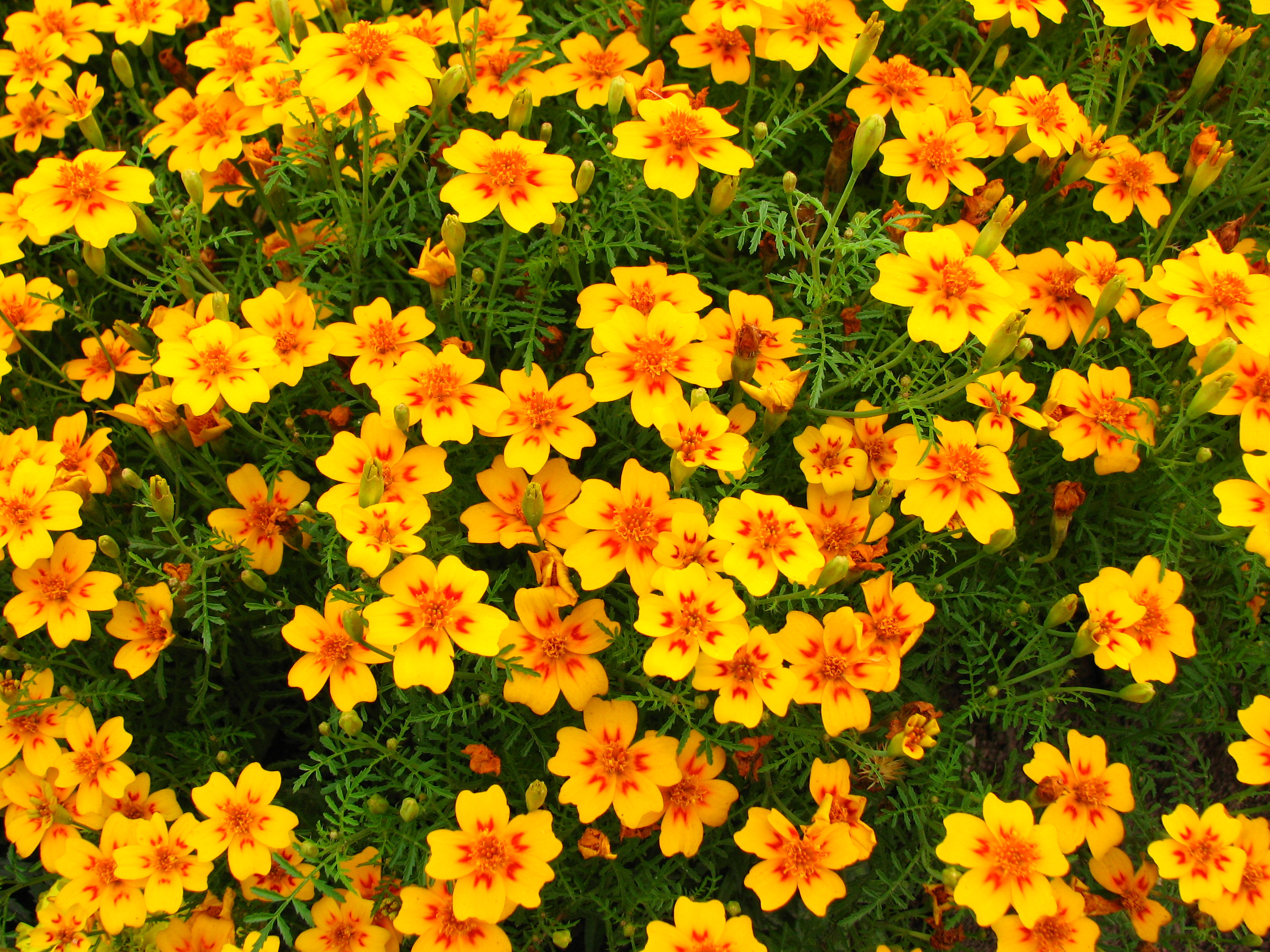
'Tangerine Gem'.
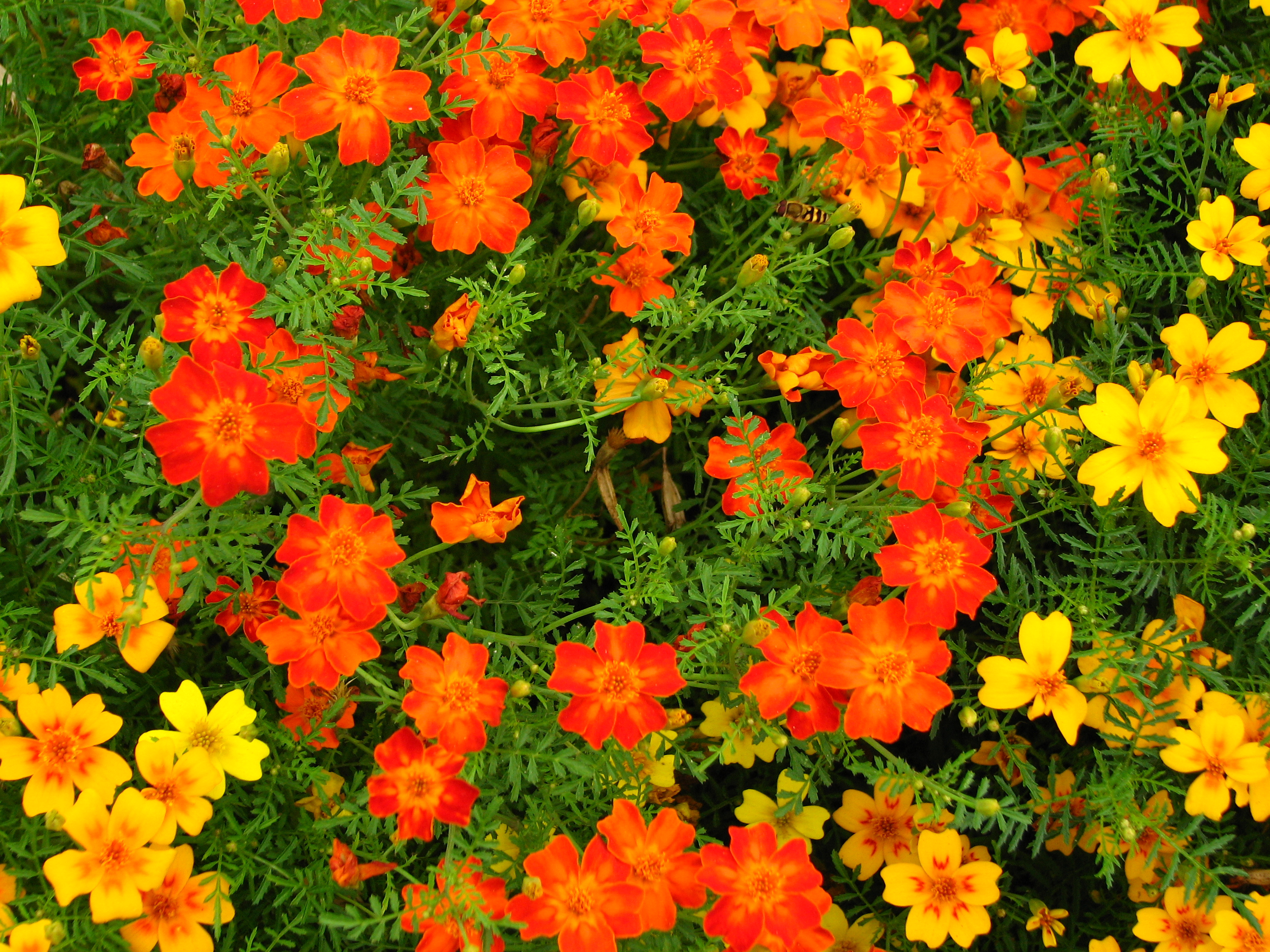
'Acajou'.